# Стенли куп
Стенли куп (енгл. Stanley Cup, фр. La Coupe Stanley) је трофеј, који се сваке године додељује победнику између најбољег клуба Источне конференције и најбољег клуба Западне конференције у НХЛ-у. Прва утакмица за Стенли куп је одиграна 22. марта 1894. године. У почетку трофеј је био намењен најбољем канадском аматерском хокејашком клубу. Од 1910. године трофеј се додељује професионалним клубовима, а од 1947. године Стенли куп се додељује победнику Националне хокејашке лиге.
Трофеј је јединствен, јер на њему су угравирана имена играча, тренера и чланова победничких клубова.
Пехар је висок 89,54 центиметара, а тежак 15,5 килограма.